# Thomas Dolliner

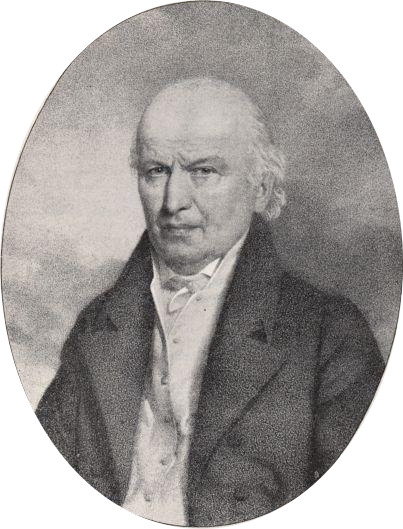
Tomaž Dolinar

Thomas Dolliner (auch: Tomaž Dolinar) (* 12. Dezember 1760 in Dörfern bei Altlack im Kronland Krain (heute Gemeinde Škofja Loka); † 15. Februar 1839 in Wien) war ein österreichischer Jurist und Hochschullehrer.

## Leben
Thomas Dolliner wurde anfangs zu Hause von einem Schlossgeistlichen unterrichtet und besuchte später die Schule in Tarvis im Herzogtum Kärnten. 1772 kam er auf das Gymnasium Laibach, dort hörte er auch Vorlesungen in Philosophie und zwei Jahre Theologie. 1782 begann er ein Studium der Rechte an der Universität Wien und beendete dieses 1786. 
1788 erhielt er die Professur für natürliches Privat-, allgemeines Staats- und Völkerrecht in der orientalischen Akademie und supplierte gleichzeitig das Kirchenrecht an der Universität Wien. 1789 übernahm er die Lehrkanzel des Lehens- und Staatsrecht an der theresianischen Ritterakademie, wurde aber erst am 28. November 1796 zum Doktor der Rechte graduiert, obwohl er bereits 1787 und 1788 die Prüfungen bestanden hatte. Er kam 1801 als Professor des Kirchenrechts für den verstorbenen Ferdinand Woldrzich von Ehrenfreund (1737–1800) nach Prag und kehrte in gleicher Eigenschaft 1805 nach Wien zurück. 1810 übernahm er die Professur des römischen Rechts an der Universität Wien und war 1811 bei der Redaktion des neuen allgemeinen bürgerlichen Gesetzbuches für die gesamten deutschen Erbländer der Österreichischen Monarchie tätig. 1816 wurde er Beisitzer der Justizhofkommission in Angelegenheiten der Justizgebung.
1824 wurde er zum Wirklichen Regierungsrat ernannt. 
1831 zog sich der unverheiratete Thomas Dolliner im Alter von 70 Jahren in den Ruhestand zurück, nahm aber anschließend immer noch an den allgemeinen Sitzungen der Justizhofkommission teil.
In Anerkennung seiner Verdienste erhielt er den Charakter eines Wirklichen Hofrats.
Gemäß seinem Wunsch wurde er in Maria Enzersdorf nahe Brunn am Gebirge bei Wien begraben, wo ein einfacher Grabstein seine Ruhestätte bezeichnet.

## Schriften (Auswahl)
- Thomas Dolliner; Johann Sertenthall: Noch einmahl: Sind die 1439 von der deutschen Nation zu Mainz acceptirten Basler Decrete Theile unseres mit dem römischen Stuhle geschlossenen Concordats? : kann es der deutschen Kirche gleichgültig, wird es ihr sogar vortheilhafter seyn, wenn diese Decrete nicht als Vertragsartikel, sondern bloß als allgemine Kirchengesetze angesehen werden sollten? Wien, 1789.
- Abhandlung über die Verbindlichkeit eines durch ungerechte Furcht abgedrungenen Versprechens und die Wirkung des demselben beigefügten Eides. Wien 1789.
- Thomas Dolliner; Johann Fels: Ausführlicher Beweis: dass der wahre Geburtsort der am 17. Februar 1448. mit dem Römischen geschlossenen Concordaten nicht Aschaffenburg, sondern Wien sey. Herausgegeben von Johann Fels. Wien, gedruckt in dem Königlichen Taubstummen-Institute 1790.
- Johann Gottlieb Heineccius; Thomas Dolliner: Erklärung der römischen Instituzionen, nach dem Leitfaden des Heineccius, und dem Geiste der öffentlichen Vorlesungen an der Wiener hohen Schule. Wien: Auf Kosten des Herausgebers, 1791.
- Erklärung des Lehenrechtes, besonders des Langobardischen, welches in Deutschland angenommen ist: nach Böhmers Principien und dem Geiste der öffentlichen Vorlesungen an der Wiener hohen Schule. Wien 1794.
- Untersuchung der Frage: Ob Rudolph von Habsburg durch ein auf den Herzog Ludwig den Strengen von Baiern aufgestelltes Compromiss zum Kaiser erwählt worden sei, in der Oberdeutschen Literaturzeitung 1795, Nr. 150–152;
- Thomas Dolliner; Johann Stephan Pütter: Erläuterung der teutschen Reichsgeschichte nach Pütters Grundriss der Staatsveränderungen des teutschen Reichs. Wien: Bey Christian Friderich Wappler 1794–1802.
- Historisch-kritischer Versuch über das angebliche Verhältniss der östlichen Gränzprovinz und ihrer Gränzgrafen zu Baiern unter den Carolingern. Wien 1796.
- Ottokar II. Přemysl; Thomas Dolliner; Johann N. von Aichen: Codex epistolaris Primislai Ottocari II. bohemiae regis complectens semicenturiam literarum ab Henrico de Isernia, ejus notario, partim ipsius nomine, partim ad ipsum scriptarum, quas ex mspto Bibliothecae Palatinae Vindobonensis eruit, ordine, quantum potuit, chronologico disposuit, commentarioque illustravit Thomas Dolliner. Vienna, 1803.
- Handbuch des in Österreich geltenden Eherechts. Von Thomas Dolliner, Doctor der Rechte, ord. öffentl. Professor des Kirchen- und Römischen Civil-Rechts an der hohen Schule zu Wien, Mitglied der königlichen Böhmischen Gesellschaft der Wissenschaften. Wien ; Triest : Bei Geistingen, 1813.
- Einige Nachrichten über den Rechtsgelehrten Hubertus von Lampungnano, in der Zeitschrift für geschichtliche Rechtswissenschaft II. Bd. Berlin 1816.
- Das Recht geistlichen Personen, in so fern sie nur überhaupt als solche, ohne eigentliche Beziehung auf Kirchenämter und Pfränden, betrachtet werden; nach den in Oesterreich geltenden Rechtsquellen dargestellt von Thomas Dolliner. Wien; Triest: Im Verlage Der Geistinger'schen Buchhandlung, 1818.
- Von Errichtung und Umanderung der Beneficien: wie auch von der Einrichtung der Civil- und Militar-Seelsorge in den Oesterreichischen Landern. Wien: Geistinger, 1822.
- Philipp Mayer; Thomas Dolliner: Das Patronats-Recht: dargestellt nach dem gemeinen Kirchenrechte und nach österreichischen Verordnungen. Wien: bey J. G. Ritter von Mösle sel. Witwe 1824.
- Andeutungen über die Zwillingsbrüder Henricus und Johannes de Carniolia, Mönche des Stiftes Mölk und S. Afra zu Regensburg, in Riedlers „Archiv“ 1831, Nr. 31
- Die Wiener Hochschule und ihre alten Freiheitsurkunden, in Riedlers „Archiv“ 1831, Nr. 39–43
- Einige Nachrichten über den als Wunder der Gelehrsamkeit ausposaunten Jüngling Ferdinand nun Cordova, wie er als Disputant auf der Wiener Universität am 19. Sept. 1448 aufgetreten ist, in Riedlers „Archiv“ 1833, Nr. 143 und 144
- Ausführliche erläuterung des zweyten Hauptstückes des Allgemeinen bürgerl. Gesetzbuches. Wien, Buchhandlung der witwe des seligen Ritters J.G. von Mösle, 1835–1842.
- Ignaz Grassl; Thomas Dolliner: Das besondere Eherecht der Juden in Oesterreich nach den §§. 123–136 des allgemeinen bürgerlichen Gesetzbuches. Wien: V. Mösle & Braumüller, 1838.
- Der österreichische Eheproceß. Wien: Braumüller, 1848.
- Thomas Dolliner; Joseph Kudler; Vincenz August Wagner: Österreichische Zeitschrift für Rechts- und Staatswissenschaft. Wien, J.P. Sollinger.

Außerdem schrieb er viele Rezensionen geschichtlicher und staatswissenschaftlicher Werke in die Annalen der Kunst und Literatur in dem österreichischen Kaiserstaate 1802–1804, für die Oberdeutsche Literatur-Zeitung von Salzburg und in Zeillers „Jährliche Beiträge zur Gesetzkunde und Rechtswissenschaft“.

## Mitgliedschaften
Thomas Dolliner war Mitglied der Böhmischen Gesellschaft der Wissenschaft.

## Ehrungen
Nach Thomas Dolliner wurde 1894 die Dollinergasse in Wien-Oberdöbling benannt.